# Guillem Galceran de Cartellà
Guillem Galceran de Cartellà (les Planes d'Hostoles, 1230 - 1306) fou el cap dels almogàvers durant la conquesta del regne de Sicília.

## Biografia
Després de la conquesta de Sicília, en la qual va participar juntament amb Roger de Llúria, Guillem Galceran de Cartellà va ser cridat a defensar el Principat durant la Croada contra la Corona d'Aragó, en la qual l'exèrcit croat va ser derrotat i el seu cap, el rei de França Felip III l'Ardit, va morir.
Assegurat el territori català, prengué partit per Frederic II en la Guerra de Sicília (1296-1302), que es va desenvolupar a l'illa arran de la Pau d'Anagni del 1295 per la qual Sicília havia de tornar a mans dels Anjou. Durant la guerra, va derrotar l'exèrcit de Roger de Llúria a la batalla de Cattanzaro. Tot seguit, va tornar a la cort de Jaume II i, poc després, encara va derrotar l'exèrcit napolità de Carles II d'Anjou a la batalla de Gagliano i, amb Blasco d'Alagó el Vell, va aconseguir derrotar novament els angevins al setge de Messina de 1300. El tractat de Caltabellota de 1302 va posar fi definitivament a les hostilitats per Sicília i, ja vell, tornà a Hostoles, mentre els almogàvers formaven la Companyia Catalana d'Orient.